# Sport-Verein Werder von 1899 2015-2016 (femminile)
Questa voce raccoglie le informazioni riguardanti lo Sport-Verein Werder von 1899 nelle competizioni ufficiali della stagione 2015-2016.

## Divise e sponsor
La grafica era la stessa adottata dal Werder Brema maschile. Il main sponsor era Wiesenhof, quello tecnico, fornitore delle tenute da gioco, era Nike.
|  | Casa | Trasferta |

## Organigramma societario
Tratto dal sito ufficiale.
Area tecnica
- Allenatore: Steffen Rau
- Co-allenatrice: Chadia Freyhat
- Preparatore dei portieri: Christian Lapke
- Preparatore atletico:
- Fisioterapista: Janina Stockinger

## Rosa
Rosa, ruoli e numeri di maglia come da sito ufficiale.
| N. |                     | Ruolo | Calciatore          |
| -- | ------------------- | ----- | ------------------- |
| 1  | Germania (bandiera) | P     | Anna Bockhorst      |
| 2  | Germania (bandiera) | D     | Nadine Moelter      |
| 3  | Austria (bandiera)  | C     | Sandra Hausberger   |
| 4  | Austria (bandiera)  | D     | Sophie Maierhofer   |
| 5  | Germania (bandiera) | D     | Michelle Ulbrich    |
| 6  | Germania (bandiera) | C     | Marie-Louise Eta    |
| 7  | Germania (bandiera) | D     | Lisa-Marie Scholz   |
| 8  | Germania (bandiera) | A     | Venus El-Kassem     |
| 9  | Austria (bandiera)  | D     | Katharina Schiechtl |
| 10 | Germania (bandiera) | C     | Pia-Sophie Wolter   |
| 11 | Germania (bandiera) | A     | Cindy König         |
| 13 | Germania (bandiera) | C     | Alicia Kersten      |

| N. |                     | Ruolo | Calciatore          |
| -- | ------------------- | ----- | ------------------- |
| 14 | Germania (bandiera) | C     | Reena Wichmann      |
| 15 | Ungheria (bandiera) | C     | Gabriella Tóth      |
| 17 | Germania (bandiera) | C     | Giovanna Hoffmann   |
| 19 | Germania (bandiera) | D     | Daniela Schacher    |
| 20 | Germania (bandiera) | A     | Stefanie Sanders    |
| 21 | Germania (bandiera) | C     | Jessica Golebiewski |
| 22 | Germania (bandiera) | P     | Jennifer Martens    |
| 23 | Germania (bandiera) | A     | Stephanie Goddard   |
| 25 | Germania (bandiera) | A     | Maren Wallenhorst   |
| 27 | Germania (bandiera) | C     | Meggie Schröder     |
| 33 | Germania (bandiera) | P     | Lisa-Maria Weinert  |

## Calciomercato

### Sessione estiva
| Acquisti | Acquisti           | Acquisti                       | Acquisti                  |
| R.       | Nome               | da                             | Modalità                  |
| -------- | ------------------ | ------------------------------ | ------------------------- |
| P        | Lisa-Maria Weinert | FFV Lipsia                     | definitivo                |
| D        | Alicia Kersten     | Werder Brema [Primavera B (F)] | aggregata dalle giovanili |
| D        | Sophie Maierhofer  | St. Pölten-Spratzern           | definitivo                |
| C        | Alina Botzum       | Werder Brema [Primavera B (F)] | aggregata dalle giovanili |
| C        | Gabriella Tóth     | Lübars                         | definitivo                |
| C        | Reena Wichmann     | Werder Brema [Primavera B (F)] | aggregata dalle giovanili |
| A        | Venus El-Kassem    | Bayer Leverkusen               | definitivo                |

| Cessioni | Cessioni          | Cessioni        | Cessioni                       |
| R.       | Nome              | a               | Modalità                       |
| -------- | ----------------- | --------------- | ------------------------------ |
| P        | Maria Doll        |                 |                                |
| D        | Karla Kedenburg   | Werder Brema II | aggregata alla squadra riserve |
| D        | Merve Kiniklioğlu | Werder Brema II | aggregata alla squadra riserve |
| C        | Sabine Treml      | Jena II         | definitivo                     |
| A        | Mira William      |                 | ritirata                       |
| A        | Verena Volkmer    | Werder Brema II | aggregata alla squadra riserve |

### Sessione invernale
| Acquisti | Acquisti      | Acquisti        | Acquisti   |
| R.       | Nome          | da              | Modalità   |
| -------- | ------------- | --------------- | ---------- |
| C        | Manjou Wilde  | Friburgo        | definitivo |
| C        | Betsy Hassett | Amazon Grimstad | definitivo |
| C        | Mona Lohmann  | Amazon Grimstad | definitivo |

| Cessioni | Cessioni | Cessioni | Cessioni |
| R.       | Nome     | a        | Modalità |
| -------- | -------- | -------- | -------- |
|          |          |          |          |

## Risultati

### Frauen-Bundesliga

#### Girone di andata
| Arbitro: | Heimann (Gladbeck) |

|                                                                             |           |                      |
| Wallenhorst 45+1’ Sanders 46’, 75’ Schiechtl 52’ Eta 56’ Goddard 89’ (rig.) | Marcatori | 6’ Munk 17’ Gerhardt |

| Arbitro: | Kurtes (Düsseldorf) |

|                          |           |  |
| Peter 32’ Dickenmann 42’ | Marcatori |  |

| Arbitro: | Derlin (Bad Schwartau) |

|           |           |  |
| Hearn 90’ | Marcatori |  |

| Arbitro: | Wozniak (Herne) |

|  |           |                       |
|  | Marcatori | 61’ Evans 81’ Leupolz |

| Arbitro: | Wacker (Lehrensteinsfeld) |

|                 |           |                  |
| Magull 24’, 58’ | Marcatori | 11’ Eta 72’ Tóth |

| Arbitro: | Illing (Limbach-Oberfrohna) |

|             |           |                      |
| Goddard 62’ | Marcatori | 29’ (rig.) Bartusiak |

| Arbitro: | Rafalski (Baunatal) |

|                                             |           |  |
| Damnjanović 20’ Zirnstein 58’ Migliazza 77’ | Marcatori |  |

| Arbitro: | Lohmeyer (Holtland) |

|                 |           |           |
| Wallenhorst 41’ | Marcatori | 67’ Ewers |

| Arbitro: | Wozniak (Herne) |

|                                  |           |  |
| Hartmann 32’, 36’ Brüggemann 52’ | Marcatori |  |

| Arbitro: | Heimann (Gladbeck) |

|  |           |                                        |
|  | Marcatori | 21’ Moser 40’, 78’ Schneider 51’ Evels |

| Arbitro: | Westerhoff (Bochum) |

|                                             |           |  |
| Huth 8’ Schwalm 37’ Wälti 57’ Lindner 90+1’ | Marcatori |  |

#### Girone di ritorno
| Arbitro: | Kunkel (Amburgo) |

|                        |           |                            |
| Munk 31’ Zielinski 58’ | Marcatori | 4’ Schiechtl 45+1’ Ulbrich |

| Arbitro: | Wozniak (Herne) |

|  |           |                                            |
|  | Marcatori | 3’ Graham Hansen 19’ Bernauer 34’ Goeßling |

| Arbitro: | Hussein (Bad Harzburg) |

|             |           |                                |
| Sanders 70’ | Marcatori | 14’ Landeka 32’ (aut.) Ulbrich |

| Arbitro: | Illing (Limbach-Oberfrohna) |

|                                  |           |  |
| Behringer 43’ Ulbrich 48’ (aut.) | Marcatori |  |

| Arbitro: | Müller-Schmäh (Potsdam) |

|             |           |  |
| Hassett 79’ | Marcatori |  |

| Arbitro: | Söder (Ingolstadt) |

|                                        |           |  |
| Islacker 2’ (rig.) Garefrekes 60’, 79’ | Marcatori |  |

| Arbitro: | Kunkel (Amburgo) |

|           |           |  |
| König 48’ | Marcatori |  |

| Arbitro: | Lohmeyer (Holtland) |

|                                        |           |           |
| R. Knaak 27’ Šundov 43’, 72’ Weber 76’ | Marcatori | 53’ König |

| Arbitro: | Appelmann (Alzey) |

|  |           |                                                          |
|  | Marcatori | 24’, 56’ Andō 53’ Hartmann 67’, 71’ Schüller 73’ Lehmann |

| Arbitro: | Westerhoff (Bochum) |

|                       |           |  |
| Demann 61’ Zeller 76’ | Marcatori |  |

| Arbitro: | Derlin (Bad Schwartau) |

|              |           |                                     |
| Wichmann 90’ | Marcatori | 6’, 35’ Kemme 32’ Lindner 43’ Wälti |

### DFB-Pokal der Frauen
| Arbitro: | Duske (Leverkusen) |

|  |           |                                       |
|  | Marcatori | 44’ Sanders 81’ Schiechtl 89’ Goddard |

| Arbitro: | Pleuss (Schwarme) |

|  |           |                                                                                  |
|  | Marcatori | 6’, 26’ König 16’ Wallenhorst 44’, 68’ Ulbrich 55’ Volkmer 61’ Schiechtl 81’ Eta |

| Arbitro: | Heimann (Gladbeck) |

|             |           |                                  |
| Gieseke 49’ | Marcatori | 34’, 70’ Sanders 66’ Wallenhorst |

| Arbitro: | Derlin (Bad Schwartau) |

|  |           |                                    |
|  | Marcatori | 97’ Lewandowski 112’, 114’ Miedema |

## Statistiche

### Statistiche di squadra
| Competizione         | Punti | In casa | In casa | In casa | In casa | In casa | In casa | In trasferta | In trasferta | In trasferta | In trasferta | In trasferta | In trasferta | Totale | Totale | Totale | Totale | Totale | Totale | DR  |
| Competizione         | Punti | G       | V       | N       | P       | Gf      | Gs      | G            | V            | N            | P            | Gf           | Gs           | G      | V      | N      | P      | Gf     | Gs     | DR  |
| -------------------- | ----- | ------- | ------- | ------- | ------- | ------- | ------- | ------------ | ------------ | ------------ | ------------ | ------------ | ------------ | ------ | ------ | ------ | ------ | ------ | ------ | --- |
| Frauen-Bundesliga    | 13    | 11      | 3       | 3       | 5       | 12      | 25      | 11           | 0            | 1            | 10           | 5            | 28           | 22     | 3      | 4      | 15     | 17     | 53     | -36 |
| DFB-Pokal der Frauen | -     | 1       | 0       | 0       | 1       | 0       | 3       | 3            | 3            | 0            | 0            | 14           | 1            | 4      | 3      | 0      | 1      | 14     | 4      | +10 |
| Totale               | -     | 12      | 3       | 3       | 6       | 12      | 28      | 14           | 3            | 1            | 10           | 19           | 29           | 26     | 6      | 4      | 16     | 31     | 57     | -26 |

### Andamento in campionato
| Giornata  | 1 | 2 | 3 | 4 | 5 | 6  | 7  | 8  | 9  | 10 | 11 | 12 | 13 | 14 | 15 | 16 | 17 | 18 | 19 | 20 | 21 | 22 |
| --------- | - | - | - | - | - | -- | -- | -- | -- | -- | -- | -- | -- | -- | -- | -- | -- | -- | -- | -- | -- | -- |
| Luogo     | C | T | T | C | T | C  | T  | C  | T  | C  | T  | T  | C  | C  | T  | C  | T  | C  | T  | C  | T  | C  |
| Risultato | V | P | P | P | N | N  | P  | N  | P  | P  | P  | N  | P  | N  | P  | V  | P  | V  | P  | P  | P  | P  |
| Posizione | 2 | 5 | 8 | 9 | 9 | 10 | 11 | 11 | 11 | 11 | 11 | 11 | 11 | 11 | 11 | 11 | 11 | 11 | 11 | 11 | 11 | 11 |

Legenda:

Luogo: C = Casa; T = Trasferta. Risultato: V = Vittoria; N = Pareggio; P = Sconfitta.

### Statistiche delle giocatrici
| Giocatore      | Frauen-Bundesliga | Frauen-Bundesliga | Frauen-Bundesliga | Frauen-Bundesliga | DFB-Pokal der Frauen | DFB-Pokal der Frauen | DFB-Pokal der Frauen | DFB-Pokal der Frauen | Totale   | Totale | Totale      | Totale     |
| Giocatore      | Presenze          | Reti              | Ammonizioni       | Espulsioni        | Presenze             | Reti                 | Ammonizioni          | Espulsioni           | Presenze | Reti   | Ammonizioni | Espulsioni |
| -------------- | ----------------- | ----------------- | ----------------- | ----------------- | -------------------- | -------------------- | -------------------- | -------------------- | -------- | ------ | ----------- | ---------- |
| A. Bockhorst   | 2                 | -5                | 0                 | 0                 | 2                    | 0                    | 0                    | 0                    | 4        | -5     | 0           | 0          |
| D. Brauer      | 21                | 0                 | 2                 | 0                 | 4                    | 0                    | 0                    | 0                    | 25       | 0      | 2           | 0          |
| V. El-Kassem   | 2                 | 0                 | 0                 | 0                 | 0                    | 0                    | 0                    | 0                    | 2        | 0      | 0           | 0          |
| M-L. Eta       | 22                | 2                 | 0                 | 0                 | 4                    | 1                    | 1                    | 0                    | 26       | 3      | 1           | 0          |
| S. Goddard     | 8                 | 2                 | 1                 | 0                 | 3                    | 1                    | 0                    | 0                    | 11       | 3      | 1           | 0          |
| J. Golebiewski | 5                 | 0                 | 0                 | 0                 | -                    | -                    | -                    | -                    | 5        | 0      | 0           | 0          |
| B. Hassett     | 10                | 1                 | 0                 | 0                 | -                    | -                    | -                    | -                    | 10       | 1      | 0           | 0          |
| S. Hausberger  | 2                 | 0                 | 1                 | 0                 | 1                    | 0                    | 0                    | 0                    | 3        | 0      | 1           | 0          |
| G. Hoffmann    | -                 | -                 | -                 | -                 | -                    | -                    | -                    | -                    | -        | -      | -           | -          |
| A. Kersten     | 8                 | 0                 | 0                 | 0                 | 2                    | 0                    | 0                    | 0                    | 10       | 0      | 0           | 0          |
| C. König       | 19                | 2                 | 4                 | 0                 | 4                    | 2                    | 0                    | 0                    | 23       | 4      | 4           | 0          |
| M. Lohmann     | 3                 | 0                 | 0                 | 0                 | -                    | -                    | -                    | -                    | 3        | 0      | 0           | 0          |
| S. Maierhofer  | 9                 | 0                 | 1                 | 0                 | 2                    | 0                    | 0                    | 0                    | 11       | 0      | 1           | 0          |
| J. Martens     | 19                | -47               | 1                 | 0                 | 1                    | -3                   | 0                    | 0                    | 20       | -50    | 1           | 0          |
| N. Moelter     | 11                | 0                 | 1                 | 0                 | 2                    | 0                    | 0                    | 0                    | 13       | 0      | 1           | 0          |
| S. Sanders     | 15                | 3                 | 1                 | 0                 | 3                    | 3                    | 0                    | 0                    | 18       | 6      | 1           | 0          |
| K. Schiechtl   | 22                | 2                 | 2                 | 0                 | 4                    | 2                    | 0                    | 0                    | 26       | 4      | 2           | 0          |
| M. Schröder    | 11                | 0                 | 2                 | 0                 | 2                    | 0                    | 0                    | 0                    | 13       | 0      | 2           | 0          |
| G. Tóth        | 21                | 1                 | 1                 | 0                 | 4                    | 0                    | 0                    | 0                    | 25       | 1      | 1           | 0          |
| M. Ulbrich     | 22                | 1                 | 0                 | 0                 | 4                    | 2                    | 1                    | 0                    | 26       | 3      | 1           | 0          |
| V. Volkmer     | 0                 | 0                 | 0                 | 0                 | 3                    | 1                    | 0                    | 0                    | 3        | 1      | 0           | 0          |
| M. Wallenhorst | 18                | 2                 | 3                 | 0                 | 4                    | 2                    | 0                    | 0                    | 22       | 4      | 3           | 0          |
| L-M. Weinert   | 1                 | -1                | 0                 | 0                 | 1                    | -1                   | 0                    | 0                    | 2        | -2     | 0           | 0          |
| R. Wichmann    | 4                 | 1                 | 0                 | 0                 | 0                    | 0                    | 0                    | 0                    | 4        | 1      | 0           | 0          |
| M. Wilde       | 8                 | 0                 | 0                 | 0                 | 1                    | 0                    | 0                    | 0                    | 9        | 0      | 0           | 0          |
| P-S. Wolter    | 12                | 0                 | 0                 | 0                 | 3                    | 0                    | 0                    | 0                    | 15       | 0      | 0           | 0          |